# Diecezja pomezańska

Diecezje w Prusach w XIII wieku

Herb diecezji pomezańskiej

Chorągiew biskupa pomezańskiego spod Grunwaldu

Diecezja pomezańska – jedna z czterech diecezji pruskich położona pomiędzy Warmią a ziemią chełmińską. Została utworzona 28 lipca 1243 r. decyzją legata papieskiego Wilhelma z Modeny, zatwierdzoną przez papieża Innocentego IV 30 lipca 1243 r. Pokrywała się z większością obszaru Prus Górnych. Granice diecezji zostały wyznaczone następująco: „zamyka ją Osa, Wisła i jezioro Drużno, postępując w górę rzeką Pasłęką tak, że powinny się w niej znaleźć żuławy: kwidzyńska i zantyrska”. Katedrą diecezjalną była katedra w Kwidzynie.
Na początku XV w. w diecezji pomezańskiej było 235 parafii skupionych w 16 dekanatach.

## Historia
Po sekularyzacji państwa krzyżackiego i swojej konwersji w 1525 roku książę pruski Albrecht Hohenzollern przystąpił do propagowania luteranizmu. W latach 1542–1543 brał udział w wizytacjach kościelnych w towarzystwie biskupów Jerzego Polentza z Sambii i Speratusa z Pomezanii.
Sekularyzacji kraju i reformacji w diecezji pomezańskiej sprzeciwiła się jedynie kapituła pomezańska, natomiast niższe duchowieństwo przyjęło nowe wyznanie. Biskupi sambijski i pomezański opublikowali tzw. agendę pt. „Artikel der Ceremonien und anderen kirchenordung”, w której czytanie Pisma Świętego miało odbywać się tylko w języku narodowym, podobnie jak kazania, śpiewy i sakramenty. Nakazano ograniczenie liczby świąt kościelnych oraz udzielanie chrztu świętego tylko w kościele.
W wyniku rozwoju protestantyzmu diecezja pomezańska zanikła, a jej parafie zostały w 1577 r. objęte administracją biskupów chełmińskich, co zostało potwierdzone przez Stolicę Apostolską w 1601 r.
Obecnie tradycje diecezji pomezańskiej kontynuuje diecezja elbląska. Ponad 90% jej terytorium to dawna diecezja pomezańska. Jej siedzibą były Kwidzyn i Prabuty, mieszczące dzisiaj konkatedry diecezji elbląskiej. Znaczenie kwidzyńskiej katedry wzrosło, kiedy znalazł się tam grób błogosławionej Doroty z Mątowów. Do jej grobu pielgrzymował m.in. Władysław Jagiełło, który odwiedził Kwidzyn po zwycięstwie pod Grunwaldem.
Obecnie diecezja tytularna bpa Adama Wodarczyka (od 2015 roku).

## Dekanaty diecezji pomezańskiej na początkuXV wieku
Dekanaty:
- dekanat Żuławki
- dekanat Dąbrówno
- dekanat Miłomłyn
- dekanat Zalewo
- dekanat Dzierzgoń
- dekanat Jasna
- dekanat Morąg
- dekanat Ostróda
- dekanat Postolin
- dekanat Zwierzewo
- dekanat Trumiejki
- dekanat Gnojewo
- dekanat Olsztynek
- dekanat Nidzica
- dekanat Działdowo

### Lista biskupów pomezańskich
Biskupi pomezańscy:
katoliccy
- 1249–1254 – Ernest z Torgau OP
- 1254–1285 – Albert OFM
- 1277/78–1292 – Henryk (wybrany przeciwko biskupowi Albertowi)
- 1286–1302 – Henryk
- 1303–1309 – Chrystian
- 1309–1321 – Ludeko
- 1322–1332 – Rudolf
- 1333–1346 – Berthold
- 1346–1360 – Arnold
- 1360–1376 – Mikołaj I
- 1376–1409 – Jan I Moench
- 1409–1417 – Jan II Rieman
- 1417–1427 – Gerhard Stolpmann
- 1428–1440 – Jan III Winkler
- 1440–1464 – Kacper Linke
- 1464–1466 – Mikolaj II (biskup elekt)
- 1466–1478 – Wincenty Kiełbasa (biskup chełmiński, administrator diecezji pomezańskiej)
- 1479–1501 – Jan IV von Lassen
- 1501–1521 – Hiob von Dobeneck
- 1521–1523 – kard. Achille Grassi, administrator
- 1523 – kard. Nicolò Ridolfi, administrator

protestanccy
- 1523–1529 – Erhard von Queis (od 1526 biskup protestancki)
- 1530–1551 – Paweł Speratus (biskup protestancki)
- 1561–1574 – Jerzy von Vehediger (biskup protestancki)
- 1575–1587 – Johann Wigand (biskup protestancki, po 1587 zniesienie biskupstwa i jego ostateczna sekularyzacja)

Po 1577 roku opiekę nad katolikami w diecezji pomezańskiej pełnili biskupi chełmińscy. W 1601 roku papież Klemens VIII dokonał inkorporacji katolickiej diecezji pomezańskiej do diecezji chełmińskiej.

## Biskupstwo tytularne
W 2014 ustanowione zostało tytularne biskupstwo pomezańskie.

### Biskupi tytularni
- od 2014 Adam Wodarczyk biskup pomocniczy katowicki